# Panaeolina
Panaeolina Maire  – rodzaj grzybów z rzędu pieczarkowców (Agaricales). W Polsce występuje jeden gatunek – Panaeolina foenisecii.

## Systematyka i nazewnictwo
Pozycja w klasyfikacji według Index Fungorum: Incertae sedis, Agaricales, Agaricomycetidae, Agaricomycetes, Agaricomycotina, Basidiomycota, Fungi. 
Synonim: Panaeolus subgen. Panaeolina (Maire) Bon & Courtec. 

## Gatunki
- Panaeolina foenisecii (Pers.) Maire 1933 – tzw. kołpaczek szorstkozarodnikowy
- Panaeolina indica Sathe & J.T. Daniel 1981
- Panaeolina microsperma Natarajan & Raman 1983
- Panaeolina sagarae Hongo 1978

Nazwy naukowe na podstawie Index Fungorum. Nazwa polska według Władysława Wojewody.